# Grabowo (osada w powiecie iławskim)
Grabowo – osada w Polsce położona w województwie warmińsko-mazurskim, w powiecie iławskim, w gminie Lubawa.
W latach 1975–1998 miejscowość należała administracyjnie do województwa olsztyńskiego.
Osady Grabowo nie należy mylić z wsią o tej samej nazwie, położoną również w gminie Lubawa.